# Wu-Tang Clan
Wu-Tang Clan este o trupă hip hop din New York City formată din RZA, GZA, Method Man, Raekwon, Ghostface Killah, Inspectah Deck, U-God, Masta Killa și regretatul Ol' Dirty Bastard. Adesea li se alătură prietenul din copilărie Cappadona. Formația a fost fondată în Staten Island, deși unii din membrii grupului proveneau din Brooklyn iar unul din The Bronx.
Au lansat carierele a nenumărați alți artiști și trupe, colectiv cunoscut adesea sub numele de Wu-Tang Killa Bees. În 2007, MTV i-au clasat pe Wu-Tang pe locul 5 în topul celor mai bune formații hip hop ale tuturor timpurilor, iar în 2008 About.com a desemnat grupul ca cel mai bun din istoria muzicii hip hop susținând că "Nicio armă din istoria muzicii hip hop nu poate concura cu coeziunea haotica a Wu-Tang Clan. Clanul (The Clan) a avut multe personaje, fiecare cu excentricitățile lui. Au fost neînfricați în abordarea lor".

## Discografie

### Albume de studio
- Enter the Wu-Tang (36 Chambers) (9 noiembrie 1993)
- Wu-Tang Forever (3 iunie 1997)
- The W (20 noiembrie 2000)
- Iron Flag (18 decembrie 2001)
- 8 Diagrams (11 decembrie 2007)
- A Better Tomorrow (2014)
- The Saga Continues (13 octombrie 2017)

## Compilații
- The Swarm (21 iulie 1998)
- Wu-Chronicles (23 martie 1999)
- Wu-Chronicles, Chapter 2 (3 iulie 2001)
- The Sting (12 martie 2002)
- Disciples of the 36 Chambers: Chapter 1 (28 septembrie 2004)
- Legend of the Wu-Tang Clan (26 octombrie 2004)
- Wu-Tang Meets the Indie Culture (18 octombrie 2005)
- Mathematics Presents Wu-Tang Clan & Friends Unreleased (6 februarie 2007)
- Wu-Tang Clan's Greatest Hits (19 februarie 2007)
- Wu-Box: Cream of the Clan (28 august 2007)
- Return of the Swarm (2 iulie 2007)
- Return of the Swarm, Vol. 4 (13 august 2007)
- Wu XM Radio (20 august 2007)
- Lost Anthology (27 octombrie 2007)
- Return of the Swarm, Vol. 5 (9 februarie 2008)
- Soundtracks from the Shaolin Temple (7 octombrie 2008)
- Wu: The Story of the Wu-Tang Clan (18 noiembrie 2008)
- Killa Bees Attack (24 noiembrie 2008)
- Wu-Tang Chamber Music (30 iunie 2009)
- Wu-Tang Meets the Indie Culture, Vol. 2 (10 noiembrie 2009)
- Legendary Weapons (26 iulie 2011)